# Гендин, Семён Григорьевич
Семён Григо́рьевич Ге́ндин (1902, Двинск, Витебская губерния, Российская империя — 23 февраля 1939, Москва) — сотрудник советских органов госбезопасности и Разведупра РККА, старший майор госбезопасности.

## Биография
Родился в 1902 году в еврейской семье. Отец — зубной врач Гирша Беркович Гендин. Учился в гимназии в Москве, закончил только 5 классов.
Член РКП(б) с октября 1918 г. В 1918—1921 гг. в Красной Армии. Участник Гражданской войны на Петроградском и Кавказском фронтах — командир взвода, командир батареи, помощник начальника артиллерии Новороссийского укрепрайона.
С 1921 года в органах ВЧК — следователь Московской ЧК (1921—1922), помощник начальника 6-го и 7-го отделений контрразведывательного отдела ОГПУ (1923—1925), начальник 7-го отделения Контрразведывательного отдела (КРО) ОГПУ (1925). Участник операции «Синдикат-2», следствия по делу Б. В. Савинкова, награждён грамотой ЦИК СССР (1924).
С 1925 г. — заместитель начальника 6-го отделения КРО ОГПУ. В 1926—1929 гг. — заместитель начальника КРО ГПУ БССР и Полпредства ОГПУ по Западному краю.
С 1929 г. в центральном аппарате ОГПУ — начальник 7-го (1929—1930), 9-го и 10-го отделений КРО (1930), сотрудник для особых поручений Особого отдела ОГПУ (1930—1931), помощник начальника 1-го и 2-го отделений 0собого Отдела ОГПУ (1931—1933), начальник 2-го отделения Особого Отдела ОГПУ (1933—1934).
В 1934—1935 гг. — начальник 4-го отделения Особого Отдела ГУГБ НКВД СССР, одновременно в 1934—1936 гг. помощник начальника Особого Отдела ГУГБ НКВД.
В сентябре 1936 — апреле 1937 г. — начальник УНКВД Западной области, одновременно заместитель начальника Особого отдела БВО. В апреле — сентябре 1937 г. — заместитель начальника 4-го отдела (Секретно-политического) ГУГБ НКВД СССР.

## Начальник Разведывательного управления РККА
8 сентября 1937 года, спустя месяц после ареста предыдущего исполняющего обязанности начальника Разведуправления РККА А. М. Никонова, Гендин был назначен заместителем начальника Разведуправления и врид (временно исполняющим должность) его начальника. За все 13 месяцев, что он пробыл на этом посту, Гендин так и не был формально утверждён приказом в занимаемой им должности. 7 октября 1938 года утверждён членом Военного совета при народном комиссаре обороны СССР.
Волна репрессий 1937 года в СССР не обошла и органы разведки, равно как и агентов за рубежом. Во второй половине 1937 года принимается решение об отзыве Рихарда Зорге и ликвидации всей его резидентуры из 32 агентов. Это решение через несколько месяцев всё же было отменено. Отмены добился и. о. начальника разведуправления Семён Гендин, переведённый на эту должность из НКВД. Он смог сохранить резидентуру Зорге, несмотря на сильные подозрения, что сведения, передаваемые им, — дезинформация. В 1938 году Гендина арестовывают по обвинению в шпионаже и в участии в военно-фашистском заговоре в РККА и вскоре расстреливают. Резидентура сохраняется, но уже с сомнительным грифом «политически неполноценной» — «вероятно вскрытой противником и работающей под его контролем».

## Арест и казнь
Арестован 22 октября 1938 года при исполнении служебных обязанностей. Обвинён в шпионаже и в участии в военно-фашистском заговоре в РККА. 29 ноября 1938 года постановлением Политбюро ЦК ВКП(б) выведен из состава Военного совета при наркоме обороны СССР. 22 февраля 1939 года приговорён Военной коллегией Верховного Суда СССР к расстрелу. Казнён 23 февраля 1939 года. 19 сентября 1957 года реабилитирован посмертно.

## Награды
- Орден Ленина (22.07.1937)
- 2 ордена Красного Знамени (16.12.1927, 22.02.1938),
- 2 знака «Почетный работник ВЧК-ГПУ»,
- боевое оружие,
- медаль «XX лет РККА» (22.02.1938).